# Thelairodes lavinia
Thelairodes lavinia är en tvåvingeart som beskrevs av Charles Howard Curran 1934. Thelairodes lavinia ingår i släktet Thelairodes och familjen parasitflugor.
Artens utbredningsområde är Guyana. Inga underarter finns listade i Catalogue of Life.